# 平智之
平 智之（たいら ともゆき、1959年7月10日 -  ）は、日本の政治家、タレント、経営者。元衆議院議員（1期）。

## 略歴
1959年、京都市中京区生まれ。父は京都大学教授の平修二、母は日本航空スチュワーデス。1978年、洛南高校卒業。1983年、京都大学工学部物理工学科卒業。1986年、カリフォルニア大学ロサンゼルス校 (UCLA) 大学院材料工学科修了。
帰国後、母と喫茶店を始め、喫茶店マスターになる。1987年、テレビ・ラジオでタレント活動を開始。4月、KBS京都でガンビー・タイラ名義（アメリカ留学時代に大好きだったサボテンのキャラクターガンビーから）でラジオ番組「フリーキャンパスKYOTO」（金曜の留学コーナー担当）開始。関西を中心として主に越前屋俵太とのコンビで、タレント活動を行う。関西テレビで「モーレツ科学教室」とんち博士役など。
1989年、有限会社アドミックス・代表取締役。建設産業シンクタンク活動を実施。2006年、国土交通大学校講師。2007年、内閣府から、地域活性化伝道師に任命される。2008年から2010年3月31日まで東洋大学理工学部非常勤講師。
2009年8月30日、第45回衆議院議員総選挙に民主党公認で京都1区から出馬し、自由民主党の伊吹文明元財務大臣を破り初当選した（伊吹と、同じく京都1区から出馬した日本共産党の穀田恵二が共に比例復活）。
2012年6月18日、政府の関西電力大飯発電所3号機・4号機の再稼働決定に反発して、民主党の幹事長室に離党届を提出した。2012年の消費増税をめぐる政局では、6月26日の衆議院本会議で行われた消費増税法案の採決で、党の賛成方針に反して反対票を投じた（社会保障制度改革推進法案・認定こども園法改正案には賛成）。民主党は7月3日の常任幹事会で離党届を受理した。
2012年8月31日、衆議院において減税日本所属議員（3名）と新会派「減税日本・平安」（4議席）を結成した。11月13日、みんなの党の会派に加わった。11月21日、みんなの党の公認を獲得する。
2012年12月16日、第46回衆議院議員総選挙にみんなの党公認で京都1区から出馬するも、比例復活もならず落選。
2013年7月21日、第23回参議院議員通常選挙にみんなの党公認で比例区から出馬するも、落選。12月、無所属となる。
2014年12月16日、第47回衆議院議員総選挙に無所属で京都1区から出馬するも、落選。
2016年11月 	株式会社日中金融経済研究所の代表取締役就任。
2019年3月28日、テラ株式会社代表取締役社長に就任。2021年7月20日に退任。在任中にテラ社の新型コロナ治療薬虚偽開示からインサイダー取引に発展したテラ事件が起こり、2022年2月23日付でテラから善管注意義務違反での損害賠償請求訴訟を提起された。

## 政策
- 選択的夫婦別姓制度導入について、賛成としている[19]。

## 主な出演

### テレビ
- モーレツ!科学教室（関西テレビ） - とんち博士役
- キューティクルハニー（サンテレビ） - ワキーゲ1号役
- 知ってドーするの!?（テレビ東京） - チェイスマン1号役
- GLOBAL HEAD LINE（関西テレビ）- ニュースキャスター・アーノルドよしお役
- BeeBee's Family（関西テレビ）- みつばち家族のパパ役

（BeeBee's Familyのキャストクレジットは、平智之ではなく、トミー・タイラー）

### ラジオ
- フリーキャンパスKYOTO（KBS京都ラジオ）
- ミュージックステーション（KBS京都ラジオ）
- シネマギャラリー（KBS京都ラジオ）
- ABCラジオパラダイス（ABCラジオ）
- 真夜中のトレーニングパンツ（ABCラジオ）

## 書籍
- 『中小建設企業のIT化99のツボ―これだけは知っておきたい!』（2005年6月 建通新聞社）
- 『禁原発と成長戦略』（2013年5月 明石書店）
- 『なぜ少数派に政治が動かされるのか?』（2013年7月 ディスカヴァー・トゥエンティワン）